# Circuito Molinese
Le Circuito Molinese est une course cycliste italienne disputée à Molino dei Torti, dans le Piémont. Il est organisé par le GS Bassa Valle Scrivia.
Durant son existence, cette épreuve fait partie du calendrier régional de la Fédération cycliste italienne, en catégorie 1.19. Elle est donc réservée aux coureurs espoirs (moins de 23 ans) ainsi qu'aux élites sans contrat,.

## Parcours
La compétition est formée par un circuit entièrement plat d'environ six kilomètres emprunté à dix-neuf reprises, soit une distance totale de 115 kilomètres. Elle parmi ses lauréats des sprinteurs italiens réputés comme Ivan Quaranta (1994) ou Niccolò Bonifazio (2012).

## Palmarès partiel
| Année     | Vainqueur           | Deuxième           | Troisième           |
| --------- | ------------------- | ------------------ | ------------------- |
| 1937      | Silvio Angeleri     |                    |                     |
| 1938-1952 | ?                   | ?                  | ?                   |
| 1953      | Giuseppe Favero     | Colombo Cassano    | Giuseppe Cappagli   |
| 1954-1974 | ?                   | ?                  | ?                   |
| 1975      | Maurizio Pontoni    |                    |                     |
| 1976      | Gianfranco Pala     | Luciano Longo      | Paolo Di Martino    |
| 1977      | Salvatore Maccali   |                    |                     |
| 1978      | Luciano Fusar Poli  |                    |                     |
| 1979      | Remo Gugole         |                    |                     |
| 1980-1981 | ?                   | ?                  | ?                   |
| 1982      | Dario Mariuzzo      | Mauro Ricciutelli  | Fazio Cavenati      |
| 1983      | Giuseppe Calcaterra |                    |                     |
| 1984      | Johnny Carera       |                    |                     |
| 1985      | Enrico Pezzetti     |                    |                     |
| 1986      | Gianni Bortolazzo   |                    |                     |
| 1987      | Massimo Morganti    | Antonio Magri      | Vincenzo Verde      |
| 1988      | Corrado Capello     |                    |                     |
| 1989      | Giordano Ghilardi   |                    |                     |
| 1990      | Francesco Frattini  |                    |                     |
| 1991      | Michele Zamboni     |                    |                     |
| 1992      | Michele Zamboni     |                    |                     |
| 1993      | Claudio Ainardi     |                    |                     |
| 1994      | Ivan Quaranta       |                    |                     |
| 1995      | Roberto Turconi     |                    |                     |
| 1996      | Roberto Ferrario    |                    |                     |
| 1997      | Gino Paolini (it)   |                    |                     |
| 1998      | Alessandro Romio    |                    |                     |
| 1999      | Nicola Gavazzi      |                    |                     |
| 2000      | Oscar Biason        |                    |                     |
| 2001      | Giordano Montanari  |                    |                     |
| 2002      | Juri Alvisi (it)    |                    |                     |
| 2003      | Gianluca Massano    | Davide Viganò      | Alberto Tiberio     |
| 2004      | Claudio Masnata     | Fabrizio Amerighi  | Marco Corsini       |
| 2005      | Denis Shkarpeta     | Diego Caccia       | Antonio Bucciero    |
| 2006      | Gabriele Orizzonte  | Giovanni Carini    | Piergiorgio Camussa |
| 2007      | Andrea Grendene     | Aristide Ratti     | Alessandro Mazzi    |
| 2008      | Tomas Alberio       | Fabio Fissore      | Paolo Tomaselli     |
| 2009      | Adriano Malori      | Filippo Baggio     | Gianluca Maggiore   |
| 2010      | Maurizio Gorato     | Mirko Nosotti      | Stiven Fanelli      |
| 2011      | Marco Benfatto      | Nicola Ruffoni     | Nicolas Francesconi |
| 2012      | Niccolò Bonifazio   | Nicola Ruffoni     | Stefano Perego      |
| 2013      | Nicolas Marini      | Jakub Mareczko     | Niccolò Bonifazio   |
| 2014      | Michael Bresciani   | Stefano Perego     | Gabriele Campello   |
| 2015      | Matteo Alban        | Matteo Moschetti   | Nikolai Shumov      |
| 2016      | Mirco Sartori       | Imerio Cima        | Gregorio Ferri      |
| 2017      | Andrea Zanardini    | Manuele Tarozzi    | Loris Calipa        |
| 2018      | Gianmarco Begnoni   | Alessio Brugna     | Umberto Marengo     |
| 2019      | Edoardo Sali        | Leonardo Marchiori | Enrico Zanoncello   |